# Crunch Time
Crunch Time is de zestiende aflevering van het vierde seizoen van het tienerdrama Beverly Hills, 90210, die voor het eerst werd uitgezonden op 5 januari 1994.

## Verhaal
Davids examenweek komt eraan en hij heeft het erg druk. Op een gegeven moment kan hij zijn werk en school niet meer combineren. Zijn baas merkt dit op en biedt hem crystal meth aan. Hierdoor kan hij de hele nacht doorgaan, maar heeft hij wel regelmatig last van stemmingswisselingen.
Hoewel het tegen zijn geloof in gaat, neemt David de drug en hij raakt er onmiddellijk verslaafd aan. Donna probeert het goed te maken met David na hun breuk, maar David is erg bot tegen haar. Kelly merkt zijn stemmingswisselingen op en vertelt aan Donna dat ze vermoedt dat hij verslaafd is aan drugs.
Dylan wil Suzanne financieel bijstaan, aangezien zij in geldnood zit. Jim, die over zijn geld gaat, eist een sofinummer om na te gaan of ze wel te vertrouwen is. Als Dylan dit tegen haar zegt, wordt ze razend en denkt ze dat Dylan haar niet vertrouwt. Ze vertrekt en weigert zijn geld, maar Erica blijft bij hem en geeft uiteindelijk haar moeders sofinummer.
Steve wordt constant dwarsgezeten door John en zijn vriendengroep. Zijn vrienden raden hem aan het broederschap te verlaten, maar Steve zegt dat hij John die plezier niet gunt. Hij besluit openbaar te maken dat iemand hem erin heeft geluisd op de nacht van de inbraak. John is woedend en gaat hem te lijf. Hij eist dat een van hen uit het broederschap gegooid wordt. Aangezien dit democratisch besloten wordt, vreest de veel populairdere John niet voor zijn plek.
Op de avond dat er gestemd wordt, vertelt John tegen Mike dat hij het telefoontje heeft gepleegd en verantwoordelijk is voor de betrapping van Steve. Mike vertelt dit uiteindelijk aan de rest van de groep, waardoor John uit het broederschap gestemd wordt.
Ondertussen probeert Brandon D'Shawn ervan te overtuigen zijn eindexamens af te leggen. Hoewel D'Shawn meer gemotiveerd is met school, eist basketbal al zijn tijd. Wanneer hij op een wedstrijd ernstig gewond raakt, vreest hij voor een beurs, aangezien basketbal het enige is waar hij in uitblinkt.

## Rolverdeling
- Jason Priestley - Brandon Walsh
- Shannen Doherty - Brenda Walsh
- Jennie Garth - Kelly Taylor
- Ian Ziering - Steve Sanders
- Gabrielle Carteris - Andrea Zuckerman
- Luke Perry - Dylan McKay
- Brian Austin Green - David Silver
- Tori Spelling - Donna Martin
- Carol Potter - Cindy Walsh
- James Eckhouse - Jim Walsh
- Mark D. Espinoza - Jesse Vasquez
- Ann Gillespie - Jackie Taylor
- Paul Johansson - John Sears
- Kerrie Keane - Suzanne Steele
- Noley Thornton - Erica McKay
- Scott Paulin - Professor Corey Randall
- Cress Williams - D'Shawn Hardell
- Brandon Douglas - Mike Ryan
- Robert Leeshock - Keith Christopher
- Kathy Evison - Kathy Fisher
- Ryan Brown - Morton Muntz
- Zachary Throne - Howard